# 和田初こい

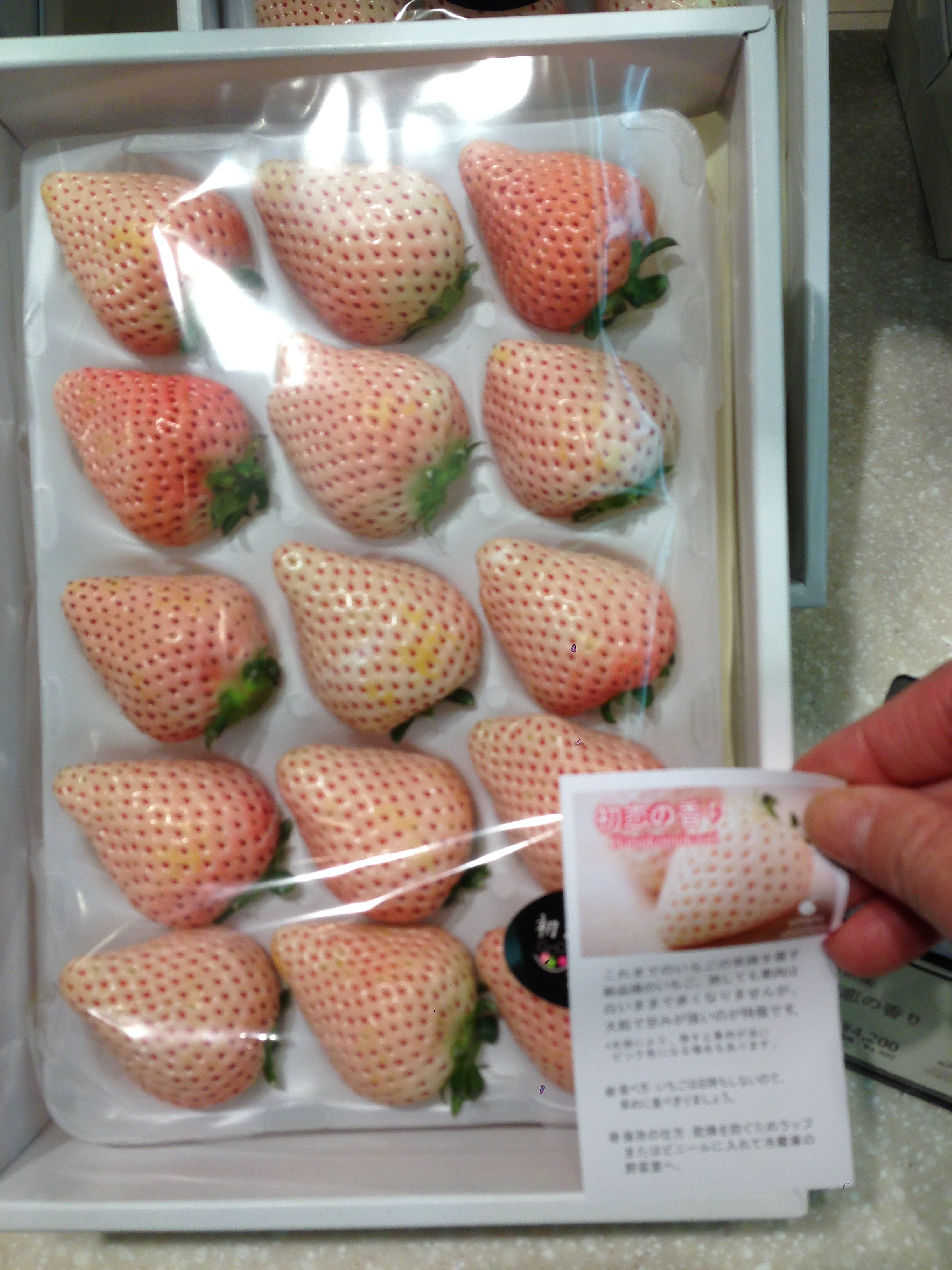
「初恋の香り」製品パッケージ

和田初こい（わだはつこい）はイチゴの品種名。世界初の白いイチゴの品種であり、初恋の香り（はつこいのかおり）の商品名で販売されている。
希少性の高い「白いちご」の一種として認知されており、白イチゴの先駆けとなった。
2006年に三好アグリテック（山梨県北杜市）によって出願され、2009年に品種登録された。酸味は弱く、甘味は強い。生産量が少ない。